# Jetée Navy
Pour les articles homonymes, voir Pier.
La jetée Navy (en anglais Navy Pier) est une jetée de plus d'un kilomètre de long sur les rives du lac Michigan à Chicago, dans l'État de l'Illinois, aux États-Unis. Elle fut construite entre 1914 et 1916 pour la somme de quatre millions et demi de dollars et se situe dans le quartier de Streeterville (secteur de Near North Side) à proximité du phare de Chicago.
La jetée faisait partie du plan de développement de Chicago, dit « Plan Burnham », dessiné par les architectes et urbanistes Daniel Burnham et Edward H. Bennett. En anglais, le nom officiel était alors le Municipal Pier #2 (jetée municipale No 2) (soit la « jetée municipale numéro 2 » le Municipal Pier #1 ne fut jamais construit). Il était destiné à accueillir les navires des Grands Lacs et les marchandises qu'ils convoyaient grâce aux grands entrepôts construits sur toute sa longueur. Il accueillait également les passagers des navires qui proposaient des excursions sur le lac.
En 1989, la ville de Chicago confie la responsabilité de la jetée Navy à la Metropolitan Pier and Exposition Authority, (MPEA), agence créée la même année, pour la gestion et l'exploitation des infrastructures. Le Chicago Convention and Tourism Bureau est l'agent principal de vente pour les congrès et les foires qui ont lieu sur la jetée Navy.
Aujourd'hui, la jetée Navy est un parc d'attractions de la ville fréquenté chaque année par plus de huit millions de visiteurs. Depuis le 14 novembre 1977, la jetée Navy est inscrite sur la liste des Chicago Landmarks (CL) par les membres de la Commission on Chicago Landmarks de la ville de Chicago. Le 13 septembre 1979, elle est ajoutée sur le Registre national des lieux historiques (National Register of Historic Places ; NRHP) par le National Park Service. Ainsi, la jetée bénéficie d'une protection au titre des monuments historiques et patrimoniaux.

## Historique
Les premiers Européens à découvrir le site de l'actuelle cité de Chicago, Louis Jolliet et Jacques Marquette, en 1673, y sont conduits tout naturellement grâce à la navigation sur les Grands Lacs. L'exploration de l'immense continent est alors bien plus aisée en profitant des voies navigables que sont les lacs et rivières. Vers 1779, Jean Baptiste Pointe du Sable est le premier colon à s'installer sur le site de Chicago. Faisant la traite des fourrures, il y est lui aussi conduit par les voies navigables et la facilité qu'elles offrent aux échanges commerciaux.
L'ouverture, en 1848, du canal Illinois et Michigan ne fait que renforcer l'importance de Chicago en tant que lieu de transit et d'échange de produits agricoles et de matières premières. Puis c'est au tour des chemins de fer de se développer à Chicago et dans le reste du pays. À la fin des années 1900, l'essor économique de Chicago prenant des proportions considérables, les autorités de la cité demandent à Daniel Burnham d'établir un plan d'urbanisation. Ce dernier prévoit la création d'un port, composé de cinq jetées destinées à accueillir marchandises, passagers et également des activités récréatives pour les habitants de Chicago.

### Construction

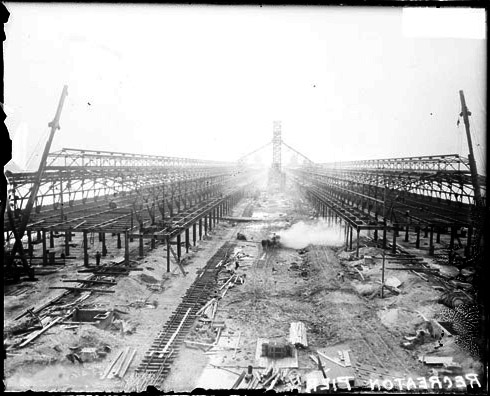
Photographie du chantier prise par le Chicago Daily News en 1915.

Conçu par l'ingénieur et architecte Charles Sumner Frost (d'après les plans des architectes-urbanistes Daniel Burnham et Edward H. Bennett) et connu alors sous le nom de Municipal Pier, sa construction débute en mai 1914.
Le Pier s'avance de quelque 3 000 pieds dans les eaux du lac sur une largeur de 292 pieds. Ses fondations nécessitent une attention toute particulière en raison des vagues importantes qui viendront frapper ses quais. La dalle de béton est soutenue par 20 000 pilotis de bois, enfoncés de 6 à 9 mètres, et par un remblai composé de roches, de glaise et de sable. un bâtiment, composé de trois sections occupe une bonne partie de sa surface. Dessiné dans le style néo-classique, sa décoration fortement symbolique est censée rappeler son appartenance aux rives du lac, par des grenouilles, massettes et autres tortues. Il est également orné du sceau de la ville, afin d'apporter un certain sentiment de fierté aux habitants de Chicago. Les deux tours qui occupent son extrémité occidentale sont destinées à recevoir deux réservoirs d'eau, d'une capacité de quelque 250 000 litres, destinés au système de protection contre l'incendie.
Situé à l'extrémité est de la jetée, la troisième section du bâtiment, est couverte d'un dôme situé à plus de 30 mètres du sol. Simplement baptisée le Hall, elle offre un large espace dévolu aux divertissements et à la vie politique locale. Le bâtiment comporte d'immenses baies vitrées en demi-cercle offrant une vue panoramique à 180 degrés sur le lac Michigan.

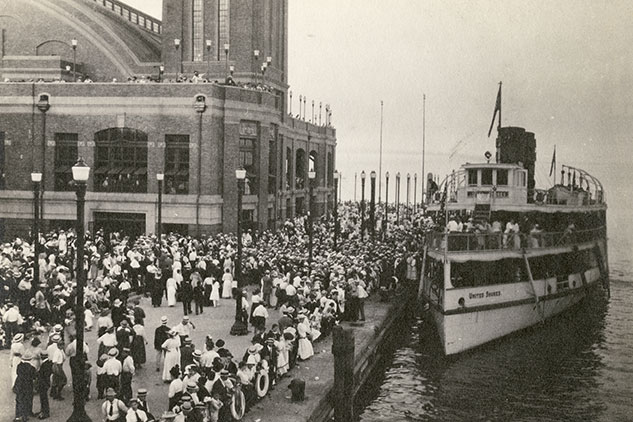
Depuis son accès libre en 1916, la foule s'empresse sur la jetée Navy.

La jetée, ouverte au public en 1916, s'apprête à devenir un lieu offrant activités économiques et divertissements aux habitants et entreprises de la ville. Les évènements de l'époque vont cependant en décider autrement.

### Changements d'affectation
La guerre fait rage en Europe depuis près de trois ans, lorsque le 6 avril 1917 les États-Unis entrent en guerre contre l'Allemagne. Le Municipal Pier devient alors un camp d'entraînement destiné au personnel militaire et civil de l'Armée de terre (United States Army), de la marine (United States Navy) et de la Croix-Rouge. Après guerre, la jetée redevient un lieu de détente et de divertissement, accueillant des carrousels et autres attractions foraines. En 1921, le maire de Chicago William Hale Thompson, y organise une exposition intitulée Pageant of Progress (le « cortège du progrès ») qui en quinze jours accueille un million de visiteurs. Elle sera la première d'une longue série d'expositions qui animeront ensuite le Pier.
Vers la fin des années 1920, les activités de la jetée commencent à décliner, les véhicules automobiles, petit à petit, remplacent le transport fluvial et le cinéma et la radio offrent de nouvelles distractions au public. En 1927, le conseil municipal de Chicago vote à l'unanimité un changement de nom, le Municipal Pier devient le Navy Pier (la jetée Navy), en l'honneur des vétérans de la Première Guerre mondiale.

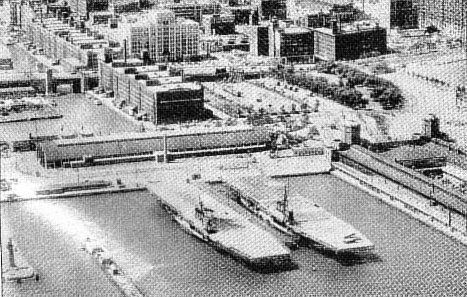
Les porte-avions d'entraînement, USS Wolverine et Sable amarrés à gauche de la jetée Navy pendant la Seconde Guerre mondiale.

Lorsque les États-Unis entrent en guerre le 7 décembre 1941, le Pier reprend du service et devient à nouveau un centre d'entraînement pour le personnel de la Navy et les élèves pilotes de l'aéronavale. Les quais du Pier accueillent les porte-avions USS Wolverine et Sable sur lesquels seront effectués plus de 116 000 appontages. Ce sont plus de 60 000 marins et 15 000 aviateurs qui seront formés grâce au Pier pendant toute la durée de la guerre. Cette période est aujourd'hui commémorée à l'extrémité de la jetée par un monument composé d'une ancre de l'USS Chicago (CA-136).
Après guerre, la jetée Navy accueille, dès 1946, une partie du campus de l'Université d'Illinois, destiné à la formation universitaire des vétérans. À partir de 1959, lorsque la voie maritime du Saint-Laurent fut ouverte et permit aux navires en provenance de l'océan Atlantique d'atteindre les Grands Lacs à l'intérieur des terres, l'activité de navigation commerciale à la jetée a été importante pendant une courte période, bien que des installations plus modernes furent installées au lac Calumet. Le Pier reste cependant un lieu d'activités multiples destinées au public. Au début des années 1960, une série d'expositions internationales, comme la Foire internationale de 1959 (Chicago International Trade Fair), attirent la foule sur la jetée Navy. Cependant, en 1965, l'Université quitte la jetée pour s'installer sur son campus actuel du Chicago Circle.

### Abandon puis renaissance

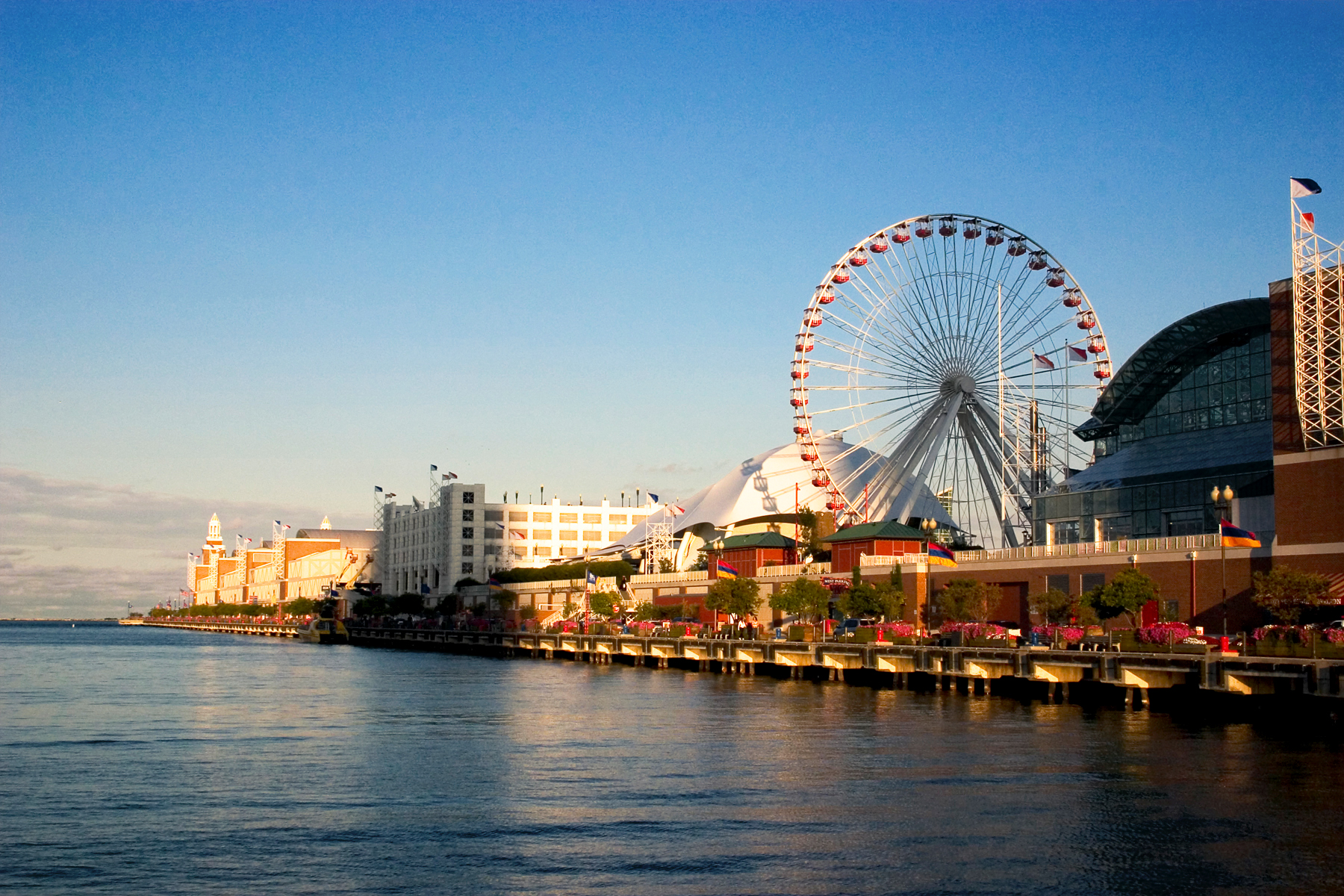
Vue sur la jetée et sa grande roue depuis le dépôt de bus de la CTA.

Comme par le passé, la popularité de la jetée Navy s'estompe, ses bâtiments commencent à tomber en ruine et la question de son avenir se pose. Alors que les États-Unis s'apprêtent à célébrer leur bicentenaire, le maire de Chicago Richard Joseph Daley, ne peut rêver d'un lieu plus adapté pour y abriter les festivités. Les projets de restauration des bâtiments débutent en 1974, sous la direction de Jerome R. Butler, et en 1976, le Pier est en mesure d'accueillir la fête. En été 1978, c'est le premier ChicagoFest qui s'y déroule, y attirant une foule si importante qu'on se rend compte que le Pier nécessite d'importants travaux de rénovation. Ce n'est cependant pas avant 1989, lorsque la Metropolitan Pier and Exposition Authority (en) prend le contrôle du Pier, qu'ils seront entrepris. Ils se poursuivront au cours des années 1990 et coûteront plus de 200 millions de dollars.
Les attractions de la jetée comprennent le Chicago Shakespeare Theater, le Chicago Children's Museum, le Smith Museum of Stained Glass Windows, une grande roue de 60 mètres de diamètre, un cinéma IMAX, et bien d'autres,. La jetée offre au public plus de 20 hectares de parcs, jardins, magasins, restaurants et autres lieux de divertissement, dont 16 000 m2 de surface d'exposition, 5 000 m2 destinés aux réceptions et 4 500 m2 destinés aux congrès et autres réunions. Juste à l'est de la jetée se trouve le phare de Chicago (Chicago Harbor Lighthouse), un phare datant de 1893 et classé aux monuments historiques qui constitue lui aussi une attraction touristique.
Le 23 juin 2015, une nouvelle grande roue a été annoncée pour la jetée par la Metropolitan Pier and Exposition Authority. Elle mesure 196 pieds (60 mètres) de haut, soit 14 m de plus que l'ancienne. Les tours complets durent désormais douze minutes au lieu de sept et comportent trois temps d'arrêts pour offrir la possibilité aux personnes d'admirer le panorama sur les gratte-ciel de la ville et sur le lac Michigan. La nouvelle roue est dotée de lumières plus vives et a ouvert ses portes en mai 2016.
La première phase du projet appelé Centennial Vision a été achevée à l'été 2016. Les travaux comprenaient la refonte des espaces publics de la jetée, et des améliorations à l'intérieur du pavillon familial et de l'arcade sud. En novembre 2016, le développement de la première phase a obtenu la certification Or dans le cadre du système de notation Sustainable SITES Initiative (SITES), sur la base de ses espaces verts agrandis, de l'amélioration de l'accès piétonnier, de l'efficacité énergétique, de la gestion innovante des eaux pluviales et de l'utilisation de matériaux locaux recyclés.

### Parc d'attractions

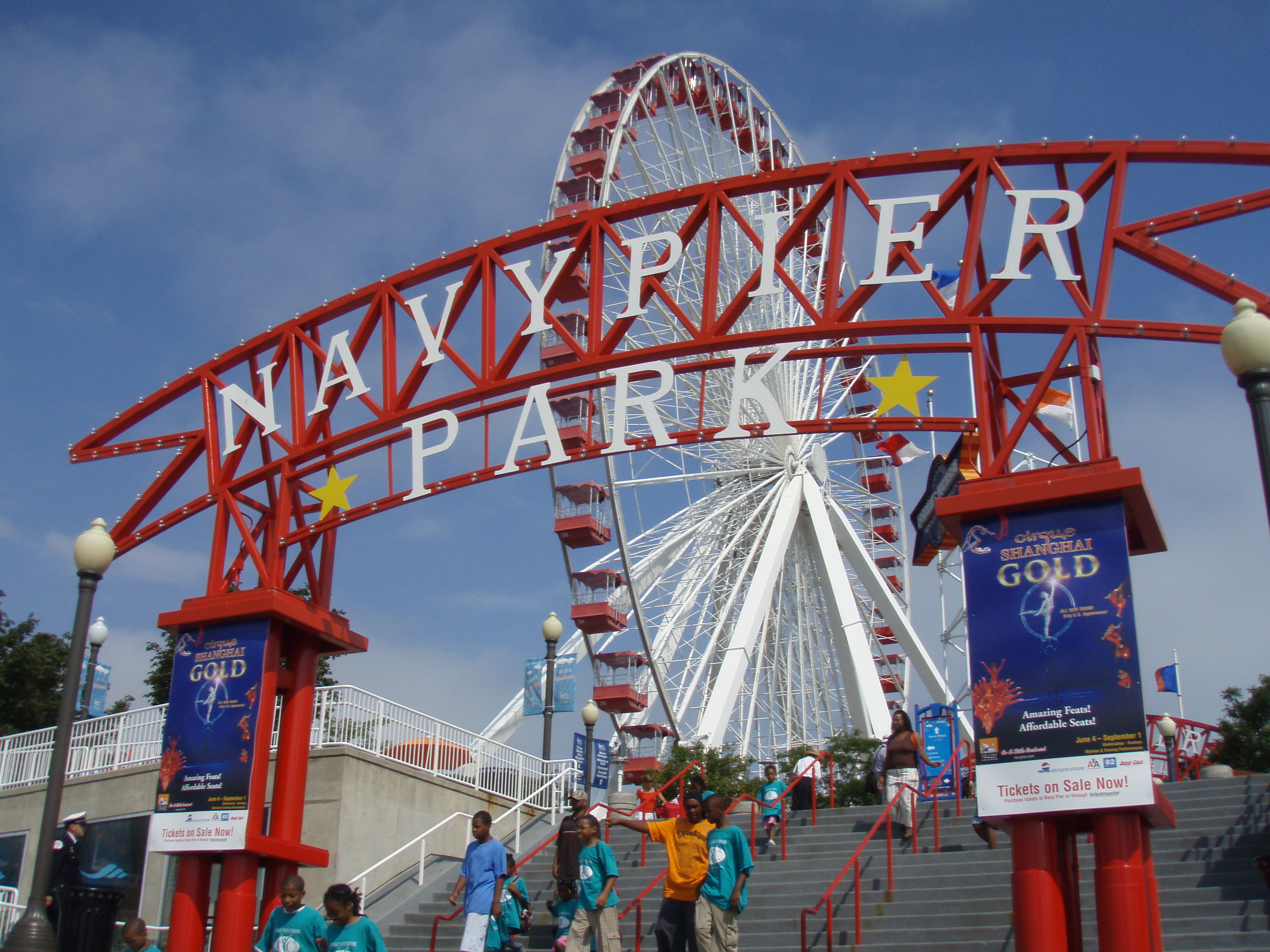
Entrée du Navy Pier Park.

À ce jour, il y a de nombreuses attractions en plein air au parc d'attractions de la jetée Navy (Navy Pier Park), comme le Pepsi Wave Swinger, le Light Tower Ride, les Remote Control Boats (maintenant retirés ainsi que la fontaine autour du Wave Swinger), les Teacups et le Carousel. La nouveauté de 2021 est la Drop Tower, une tour de chute totalement verticale fondée sur le principe de la chute libre, déplacé depuis l'île de plaisance (Plaisance Island) aujourd'hui fermée.
Le Funhouse Maze d'Amazing Chicago se trouve sur la jetée. Il s'agit d'un labyrinthe dans lequel les visiteurs naviguent à leur propre rythme à travers 370 m2 de tunnels et de labyrinthes. Le Crystal Gardens est un jardin botanique d'environ un hectare situé à l'intérieur de la jetée. Il s'agit d'un atrium en verre de six étages avec un plafond arqué de 15 mètres de haut. Le Chicago Children's Museum fait partie de la jetée et propose de nombreuses expositions et activités pour les enfants et les adultes,. Le Chicago Shakespeare Theater, un théâtre qui présente des productions de William Shakespeare, s'y trouve. La jetée abrite également un cinéma IMAX qui a ouvert en 1995, avec un écran de 18 par 24 mètres situé dans un auditorium d'une capacité de 395 sièges, bien que l'opérateur AMC Theatres ait annoncé en mars 2021 que le cinéma était définitivement fermé.

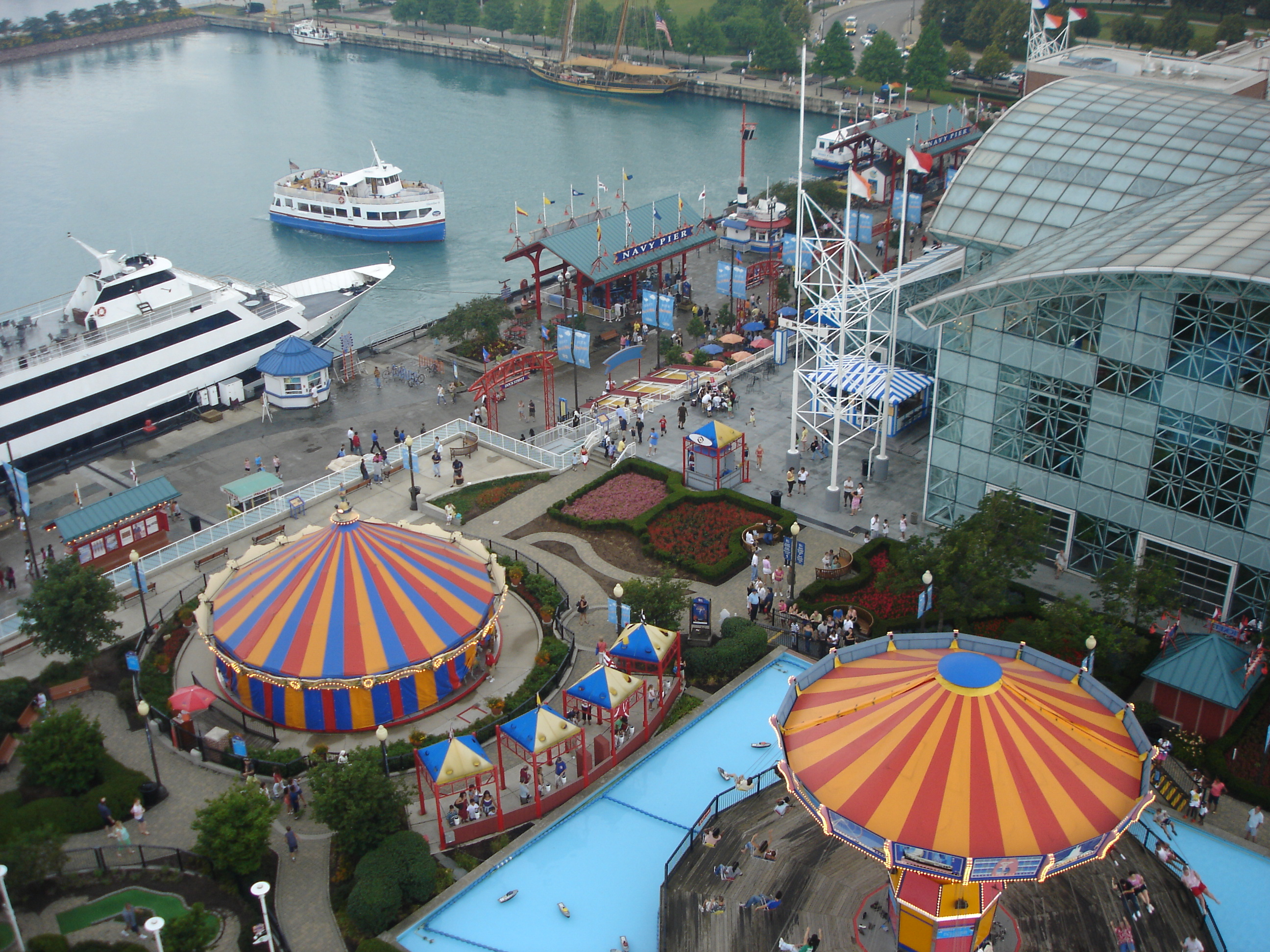
Vue sur les manèges depuis la grande roue.

La grande roue originale a été mise hors service le 27 septembre 2015. La nouvelle grande roue qui l'a remplacée est une DW60, un modèle fabriqué par Dutch Wheels, une entreprise basée aux Pays-Bas ayant également construit l'ancienne roue de la jetée. La DW60, à la pointe de la technologie, est la première de ce type aux États-Unis, des roues similaires étant actuellement en service à Hong Kong et à Bakou, en Azerbaïdjan. Ses nouvelles caractéristiques comprennent des nacelles à deux côtés qui permettent un chargement et un déchargement faciles, une structure fortifiée pour résister à des vents de 185 km/h et un verre de sécurité capable de résister à des tempêtes intenses.
La nouvelle grande roue a été dévoilée le 27 mai 2016. Au mois d'avril 2019, le carrousel original de la jetée qui fonctionnait depuis 1995 a été démonté puis retiré. Cela est dû au fait que le mécanisme du carrousel original s'est brisé à cause des températures particulièrement glaciales de l'hiver 2018-2019. Entre la fin du mois de mai et début juin, un nouveau carrousel a été installé en remplacement de l'original. Ce nouveau manège se trouvait à l'origine au Dorney Park de 1986 à 2016 et fonctionnait sous le nom de Chance Carousel.
Les salles des fêtes situées sur la jetée Navy peuvent être utilisées pour des événements sportifs . Les salles des fêtes A et B peuvent être transformées en une arène de compétition d'1,57 hectare. Des compétitions de gymnastique ont été organisées dans les salles des fêtes.

## Galerie d'images

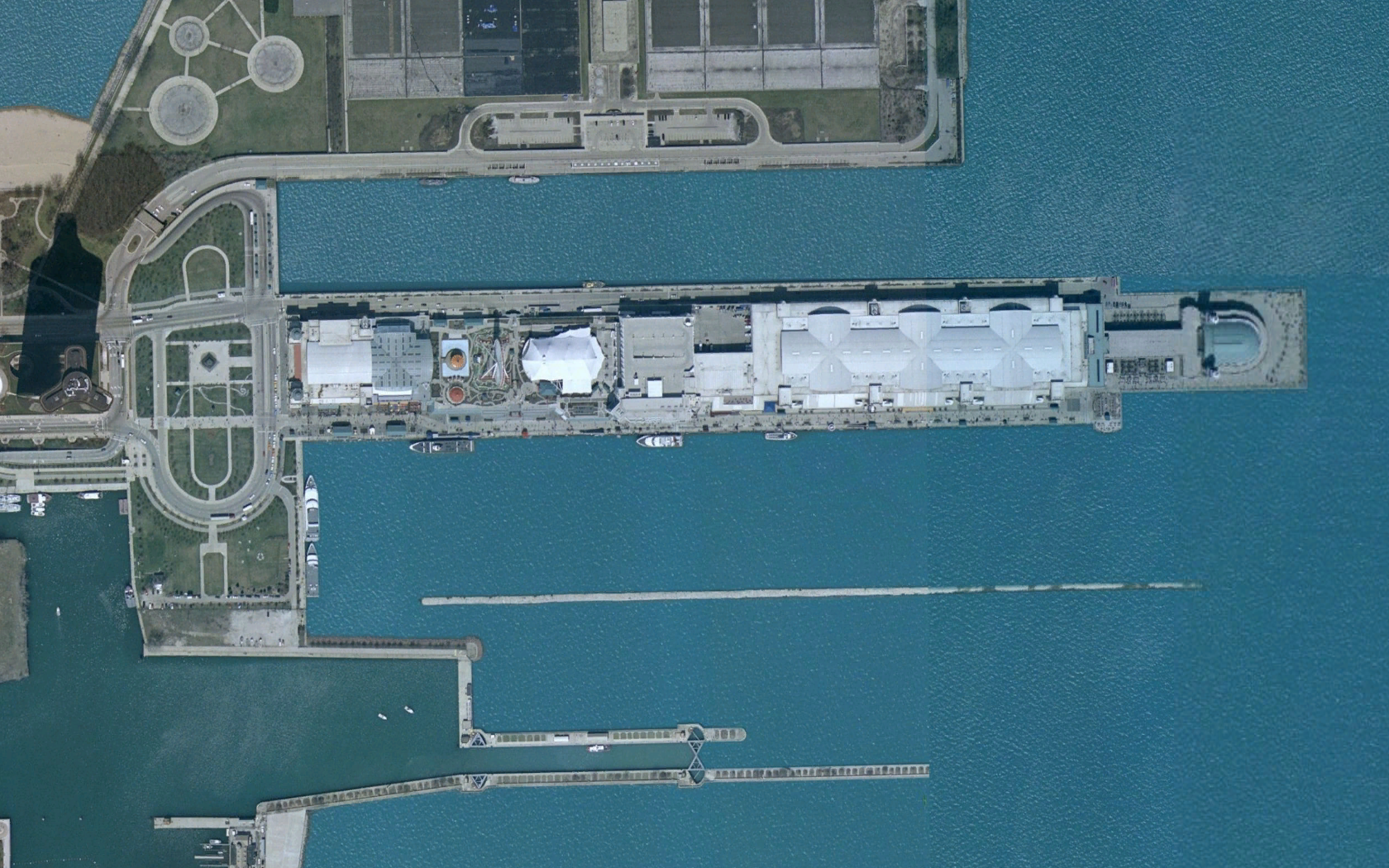
Vue satellite de la jetée.
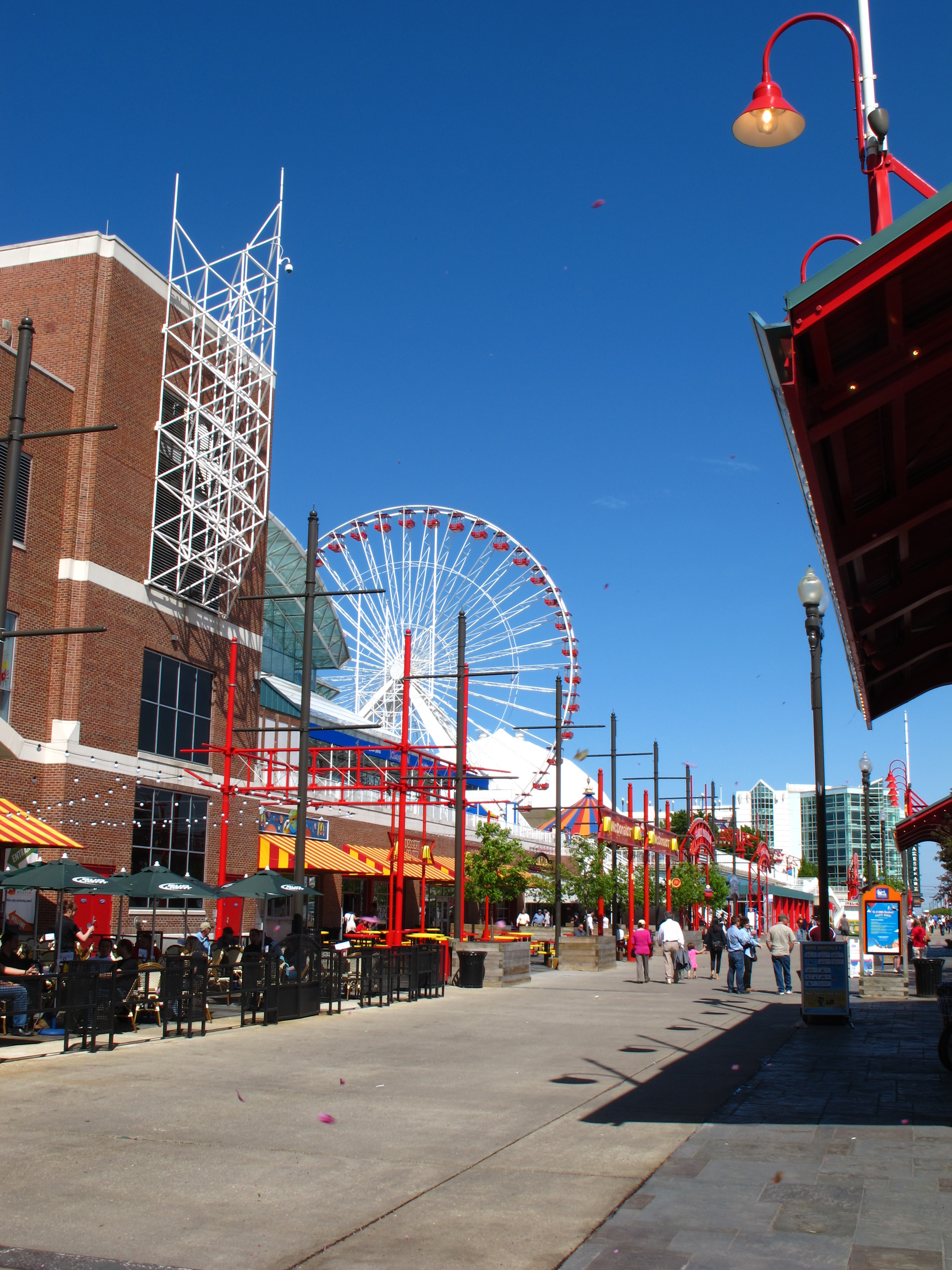
Une promenade de la jetée.
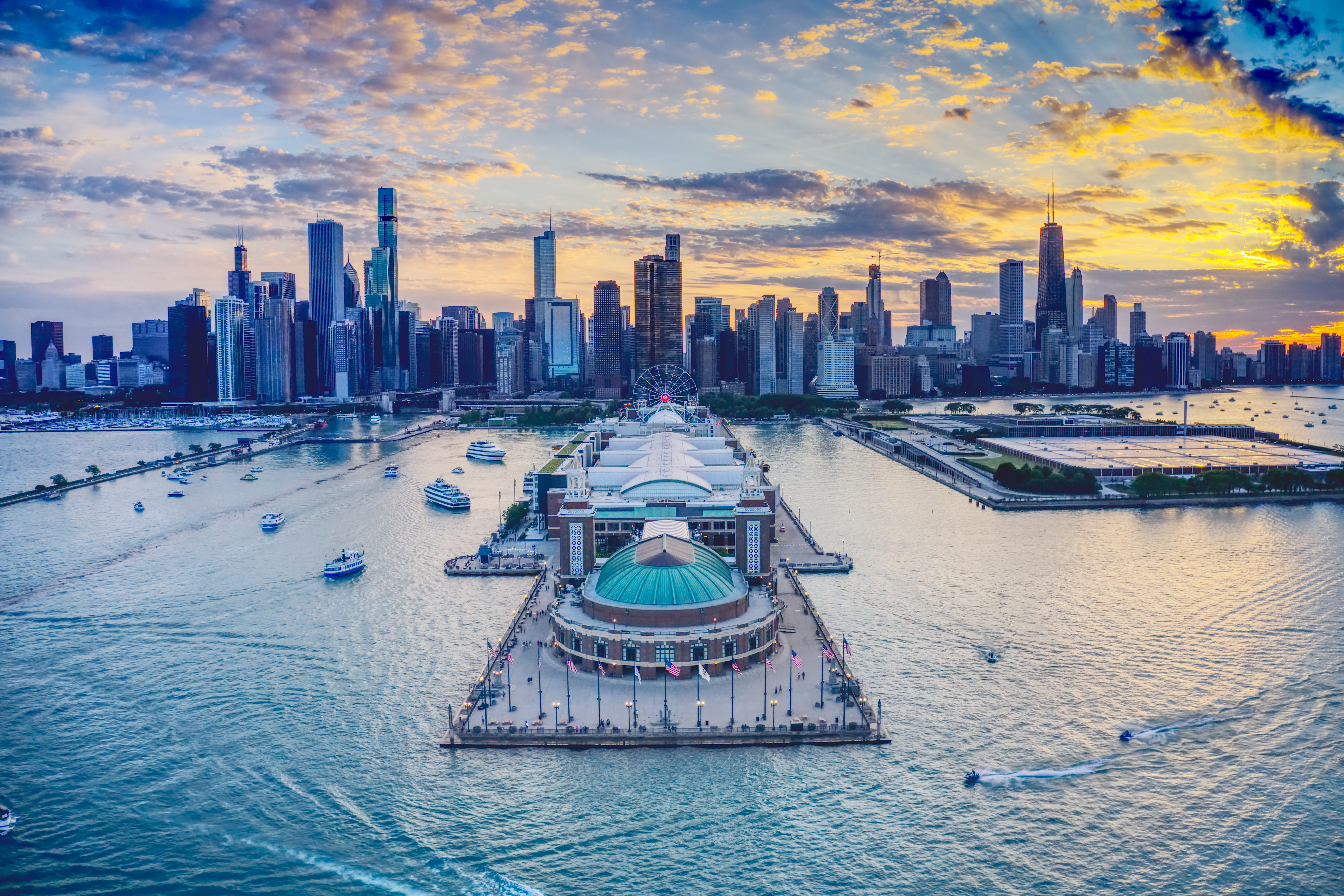
La jetée et les immeubles de Downtown Chicago.
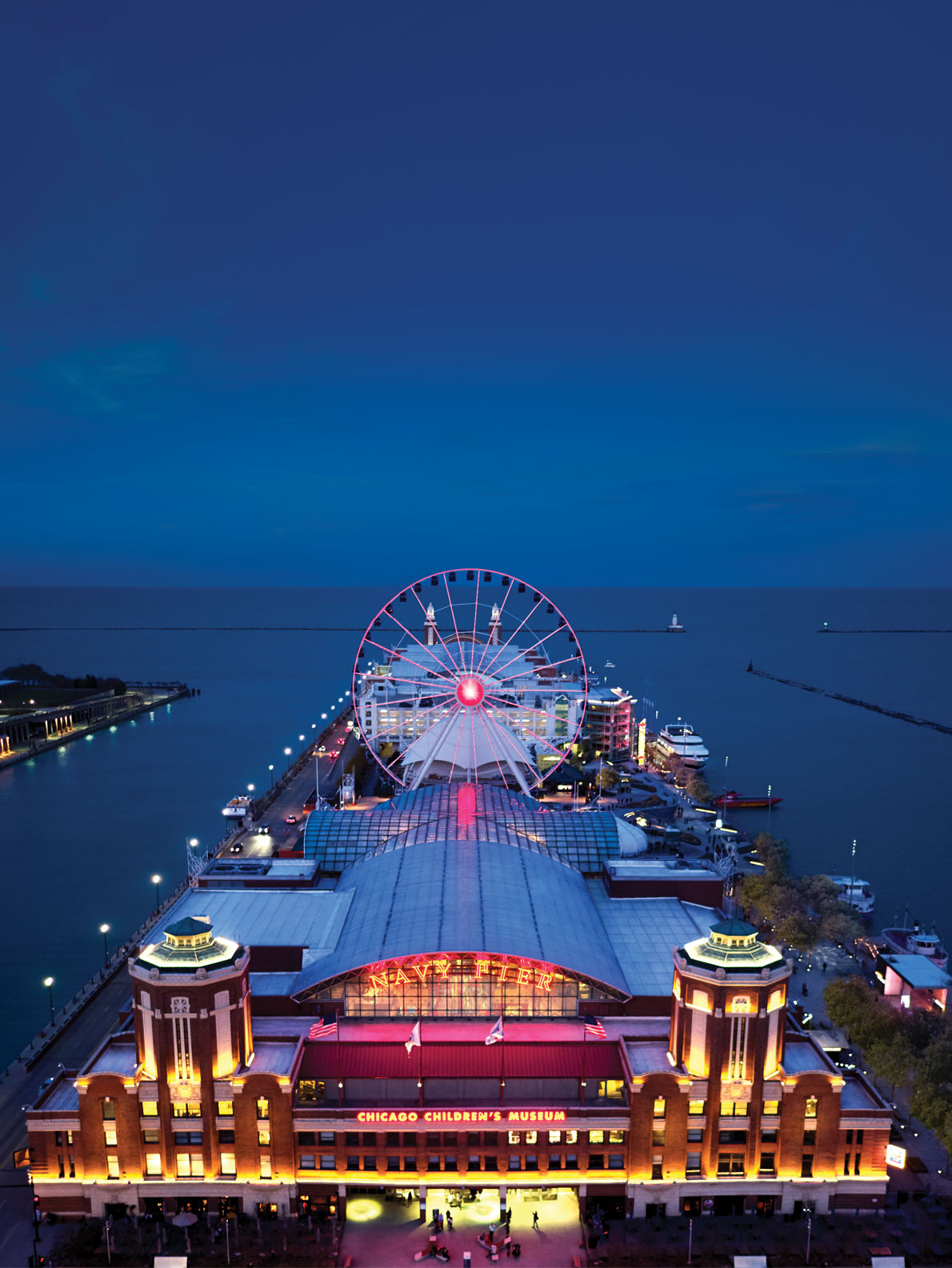
La jetée de nuit.
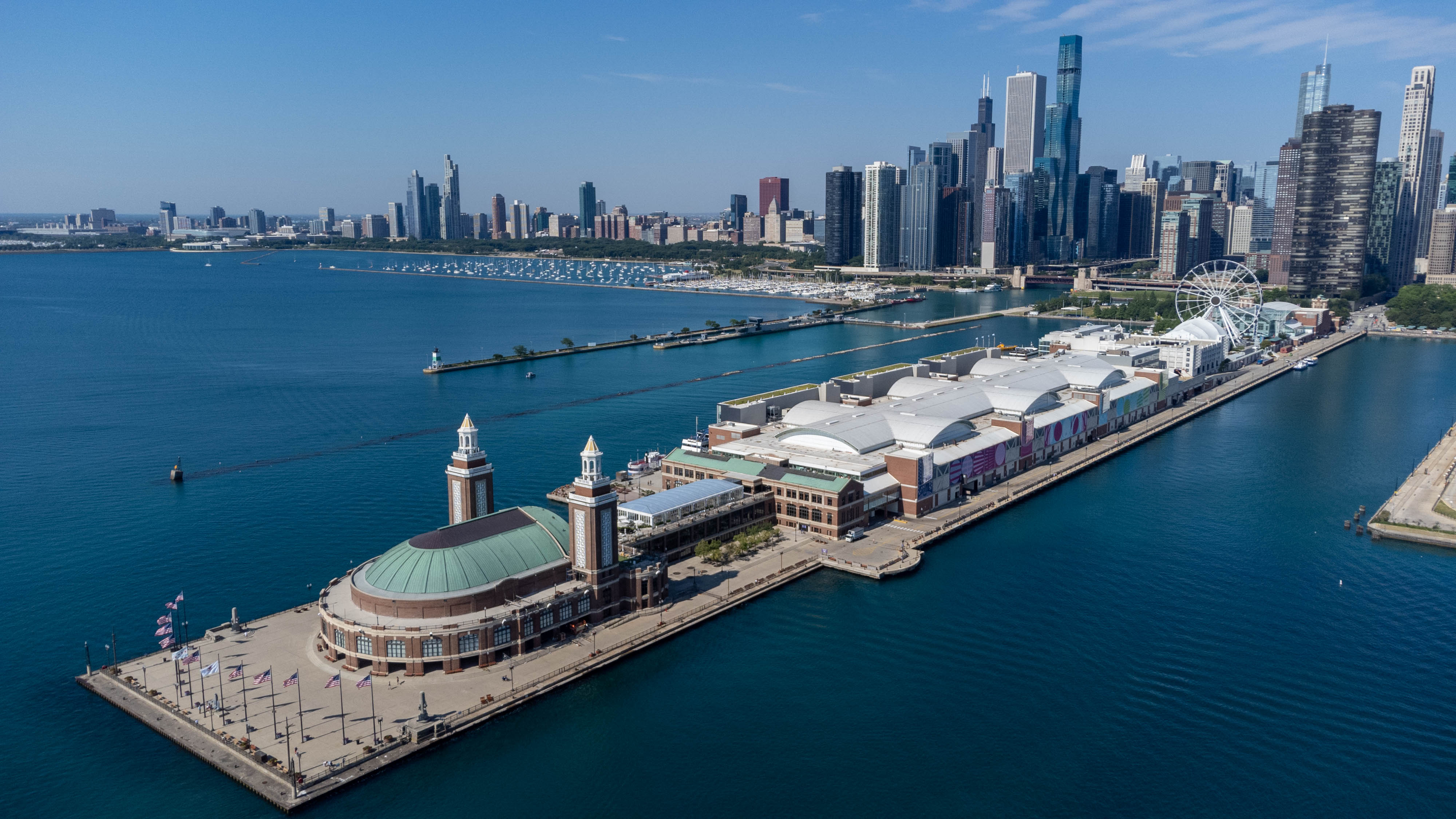
Autre vue de la jetée.